# 朝倉孝景 (10代当主)
朝倉 孝景（あさくら たかかげ）は、戦国時代の越前国の大名。朝倉氏10代目当主。朝倉貞景の子。朝倉義景の父。母親は美濃守護代格・斎藤利国の娘。妹は美濃守護・土岐頼武に嫁ぎ、嫡男・土岐頼純を産んだ。曾祖父（7代）孝景にあやかって、自身も「孝景」と名乗った。今日においては区別するため便宜上、法名から「宗淳孝景」（大岫孝景）と呼んで区別する。

## 概要
孝景は周辺国の若狭・近江・美濃・加賀、さらに丹後や京都にほぼ数年ごとに出兵したが、その多くは将軍の要請によるものだった。一門の朝倉宗滴の補佐を受けながら、各国の守護家や諸勢力に軍事的優位性、政治的影響力を見せ付け、代々対立してきた加賀一向一揆との和睦を成立させたと言われている。絶え間なく中央（京都）および周辺諸国情勢に煩わされたが、結果的に朝倉氏の勢力をさらに拡大するとともに、朝廷や幕府との繋がりをも深め、越前に更なる繁栄をもたらし、本拠・一乗谷城に京風の文化を華開かせた。
軍事面においては、当主の孝景は出陣せず、敦賀郡司や大野郡司など一族の者が大部隊を率いて在陣する形がとられた。この制度が次代の義景の統治にも影響を及ぼすこととなった。統治面においては、守護斯波氏の下では同格であった国人衆などと呼ばれる諸勢力を完全に臣従下させるには至っていない。また、弟である朝倉景高と対立するという内紛もあった。経済面においては、周辺諸国への大軍派遣、朝廷や幕府に対する多額の献金等からの一乗谷の繁栄が見られた。また、豪商らが名物茶器を所持していたり、家臣らが京に書物を求めるなどの面も見られた。
御供衆や御相伴衆に加えられていることから、越前守護職に任命されたのは宗淳孝景の頃からである。
天文17年（1548年）3月22日に死去。波着寺への参詣の帰りに急死したという。享年56。16歳の嫡男である延景（のちの義景）が跡を継いだ。

## 生涯
- 永正9年（1512年）3月、父・貞景が鷹狩の途中に急死。家督を継ぐ。
- 永正13年（1516年）、将軍・足利義稙より白傘袋および毛氈鞍覆を免ぜらる。
- 永正14年（1517年）、幕命を受け、朝倉宗滴を軍奉行として若狭・丹後に出兵。若狭守護・武田元信を助けて、若狭逸見氏と丹後守護代延永氏の反乱を鎮圧。
- 永正15年（1518年）、隣国美濃において、斎藤氏が擁した守護・土岐頼武が、長井氏が擁する土岐頼芸に敗れ、斎藤利良は土岐頼武と共に越前国へ亡命。（孝景の母は斎藤氏出身）
- 永正16年（1519年）7月、弟・朝倉景高に兵3千を率いさせ、美濃国に出陣。9月14日の正木合戦と10月10日の池戸合戦に連勝し、斎藤利良・土岐頼武を美濃に復帰させる。
- 大永5年（1525年）、朝倉宗滴に軍勢を率いさせ、近江小谷城へ出陣。六角氏と協力して美濃の内乱に介入した浅井氏を牽制。その後、六角定頼と浅井亮政の間を調停。美濃には朝倉景職の率いる軍勢が出兵、稲葉山まで進出する。
- 大永7年（1527年）10月、京を追われ、近江に座していた将軍・足利義晴の求めに応じ、朝倉宗滴・朝倉景紀・前波氏らに兵1万を率いさせ出兵。管領・細川高国らと合流、10月13日、洛中に進軍する。24日、洛中を支配していた三好元長ら諸軍勢と桂川を挟んで合戦、勝利。その後の反撃をも撃退し、京都を将軍家・細川家・朝倉家の下に実効支配する。
- 同年、実弟・景高を越前大野郡司に任命。
- 同年、若狭で粟屋元隆が守護・武田元光に対し反乱、朝倉氏に身を寄せていた武田一族の武田信孝、朝倉家臣と共同で若狭乱入を企て、朝倉軍も同時行動の動きを見せる。
- 大永8年（1528年）、将軍・足利義晴の御供衆に加えられる。3月　朝倉全軍、京都撤兵。管領・細川高国との対立が原因とされる。
- 享禄元年（1528年）、5月、前年に対立した管領・細川高国が自ら一乗谷へ下向。京への軍勢派遣を要請するが、孝景は応じず。
- 享禄4年（1531年）、加賀一向一揆の内紛（享禄の錯乱）が起こり、朝倉宗滴を派遣して加賀一向一揆を攻撃。手取川付近まで侵攻。朝倉宗滴、敦賀郡司職を養子・朝倉景紀（孝景の弟）に譲る。
- 天文元年（1532年）、12月、六角氏と朝倉氏の間で「末代迄」とされる密約が交わされている。加賀一向一揆と和議成立。
- 天文2年（1533年）、一子・義景誕生（孝景41歳）。
- 天文4年（1535年）、塗輿御免。
- 天文5年（1536年）、土岐頼武と土岐頼芸兄弟の守護職を巡る闘争に関与し、朝倉景高、大野郡穴間城を攻略。
- 天文7年（1538年）、幕府相伴衆に列する。11月　後奈良天皇の践祚に際し、一万疋を献上。
- 天文9年（1540年）、8月、朝倉景高が上洛。幕府要人や公家の人脈を頼り、反孝景の運動を画策するが失敗。孝景、朝廷へ御所修理料百貫文、将軍家へ五十貫文を贈った上、景高の追放を幕府へ願い出る。9月、景高、京洛を追放。武田信豊の庇護を受ける。その後も本願寺、一向一揆、若狭武田氏、尾張斯波氏らと反孝景を画策する。
- 天文12年（1543年）、4月、景高、本願寺との同盟交渉を拒否され、若狭から撤退。西国へ逃れる。
- 天文13年（1544年）、越前国に逃れてきていた土岐頼純（土岐頼武の嫡男）を美濃守護とするため、尾張国の織田信秀と共闘し、美濃国の斎藤道三および土岐頼芸を攻め、井口城（稲葉山城）下を焼き払う。しかし越前からの遠戦もあり道三に夜襲を掛けられ1万以上の死者を出し退却した（加納口の戦い）。
- 天文17年（1548年）3月、寺院参詣の帰途に急死する。享年55。

## 治世
当時、戦乱に明け暮れた日本国内（特に畿内周辺）において、越前は朝倉氏の実力の内に比較的平穏であった。そんな朝倉氏を頼り、都からも多くの貴族、文化人らが避難がてら一乗谷を訪れ、滞在している。またこの時代、京都出兵や将軍家との付き合い、朝倉の実力に対する将軍家からの厚遇を含め、朝倉氏はその軍事力だけでなく（特に畿内方面に於いて）社会的地位をも向上させていった。
この頃一乗谷には都風の文化・社交が流入し、庶民にも溶け込んでいった。孝景自身については、
- 「治世よろしく、将帥に兵法を論じて厳、詩歌を評して妙である」（月舟寿桂）
- 「文道を左に、武道を右にした風流太守」（春沢永恩）

と、文武に於いて賞賛されている。蹴鞠は飛鳥井流伝授、和歌は三条西実隆に批評を依頼するなど、京都文化を好んで嗜んだことが知られている。家臣らも、武の道とは別にこれら文化に親しんだことが伝わっている。ただし、”文を左（上位、優先）にしていた”、とも解釈することもできる。すなわち、武芸や戦よりも風雅な事を優先していた、およそ戦国期の大名としては柔弱な日常であった、という解釈である。
一方、家中はしかし「京都風文化」に溺れ暮らしたわけではなく、家中にては当時「軍略」「剣術」の研究が盛んであったと伝えられている。武をも疎かにしないからこそ、富田勢源、富田景政、川崎時盛、そして「名人越後」富田重政、鐘捲自斎、佐々木小次郎らといった、中条流を主とする朝倉家中に縁を持つ剣の道が、研鑽されることとなった。
また孝景は主に京より谷野一栢・半井見孝・同明孝・丹波親孝らの医学者を招いて、その知識を積極的に吸収させた。明の医学書「八十一難経」を注釈した「勿聴子俗解八十一難経」を版木本として一乗谷で出版している。
その他この頃、一乗谷を訪れた、または招待され逗留した、貴族・文化人らには以下の面々等があげられる。
- （儒学）　清原宣賢・枝賢、菅原（高辻）章長、菅原長淳
- （医学）　谷野一栢・半井見孝・半井明孝・丹波親孝
- （楽家）　豊原統秋・豊原煕秋
- （歌道）　冷泉為和・常光院尭盛・玄清・宗長・宗牧
- （蹴鞠）　飛鳥井雅綱
- （神道）　吉田兼右
- （公家）　一条房冬・二条晴良・三条公頼・四辻季遠・烏丸光康・勧修寺晴秀・甘露寺元長・甘露寺伊長・中御門宣秀・中御門宣治・四条隆永・持明院基春・松殿忠顕・富小路資直、道悦

## 人物
孝景は文治政治家としては優秀だった。前述のように、一乗谷に多くの公家を招き、招かれた公家も平和で繁栄する越前を羨むほどだった。これは朝倉氏の越前支配が安定期を迎えていたためである。またこの時代には文化も発展し、朝倉家は孝景の時代に全盛期を迎えていた。
一方、孝景の武将としての力量は史料上では未知数であり（一族である朝倉宗滴などに任せていた為）彼自身が軍を率いたとする記録もほとんど無い。また朝倉軍の対外出兵も大半が幕府の要請に応えて畿内や周辺諸国に赴いており、朝倉家自体の領土拡大はほとんど無かった。

## 関連作品
映画
- 暴れ豪右衛門（1966年、演：平田昭彦）